# Kahleah Copper
Kahleah Copper, född 28 augusti 1994 i Philadelphia, är en amerikansk basketspelare, som spelar för Phoenix Mercury.

## Karriär
Copper blev vald på sjunde plats av Washington Mystics i WNBA-draften 2016. Med Chicago Sky var hon med om att vinna WNBA-titeln år 2021. Copper blev samma år vald till slutspelets mest värdefulla spelare. Copper ingick i det amerikanska laget som tog guld i världsmästerskapen 2022. Hon är uttagen till USA:s damlag i basket vid sommar-OS 2024